# Crowded House
Crowded House é uma banda de rock formada na Austrália em 1984, liderada atualmente por Neil Finn (vocal e guitarra), Nick Seymour (baixo), Mark Hart (guitarra e piano), Matt Sherrod (bateria).
O grupo foi fundado pelo músico neozelandês Neil Finn em 1984 e permaneceu ativo até 1996. Em janeiro de 2007 Neil reuniu a banda, que está até hoje em atividade.

## Discografia
- Crowded House (1986)
- Temple of Low Men (1988)
- Woodface (1991)
- Together Alone (1993)
- Recurring Dream (1996)
- Afterglow (2000)
- Farewell to the World (2006)
- Time on Earth (2007)
- Intriguer (2010)[1]